# Chiesa di San Giacomo (Castelfranco Emilia)
La chiesa di San Giacomo è la parrocchiale di Piumazzo, frazione di Castelfranco Emilia, in provincia di Modena. Appartiene al vicariato di Persiceto – Castelfranco dell'arcidiocesi di Bologna e risale al X secolo.

## Storia
Il luogo di culto si trova al centro dell'abitato di Piumazzo, che è stata sempre una località importante per la sua posizione tra le aree di Bologna e Modena e quindi punto talvolta necessario da mantenere durante le frequenti guerre tra comuni. 
Monaci provenienti dall'Abbazia di San Colombano di Bobbio arrivarono in zona nel X secolo e strinsero legami con la vicina abbazia di Nonantola grazie anche all'intervento della contessa Matilde di Canossa. Qui edificarono una chiesa e un ospizio per i pellegrini dedicandolo a san Giacomo. Sempre a Piumazzo il Comune di Bologna costruì all'inizio del XIII secolo il Castrum Plumacium e in tale occasione fu costruita la nuova chiesa in stile romanico che sostituì la precedente.
Nel 1578 la chiesa entrò nella giurisdizione ecclesiastica della pieve di Castelfranco Emilia.
Nella prima metà del XIX secolo l'edificio venne restaurato, in parte ricostruito ed ampliato. Verso la fine del secolo le dimensioni della sala non erano più sufficienti alle necessità dei fedeli e ne seguì una ricostruzione strutturale importante, che comportò la modifica del suo orientamento e la costruzione della nuova facciata e di nuove cappelle laterali. Dopo i lavori vi fu un cambio temporaneo di dedicazione e fu, per breve tempo, chiesa del Sacro Cuore di Gesù. Il 30 maggio 1990 venne riconsacrata a San Giacomo.

## Descrizione

### Esterno
Il prospetto principale, in mattoni a vista, è suddiviso in tre parti. Il corpo centrale mostra il portale di accesso principale che è architravato e protetto da una grande cornice sporgente a copertura triangolare contenente la lunetta decorata a mosaico. Nella parte mediana il grande rosone, strombato e con grandi vetrate, porta luce alla sala. La parte superiore a due spioventi è decorata con motivi realizzati in cotto. La due parti laterali, a salienti, hanno larghezza ed altezza minori e corrispondono alle navate secondarie della sala. La torre campanaria si trova in posizione arretrata sul lato sinistro della struttura.

### Interno
La sala è a tre navate divise in quattro campate. La navata centrale, di maggiore ampiezza, è separata dalle due laterali da pilastri. L'interno è illuminato dal grande rosone anteriore e da finestre sulle pareti delle navate laterali. Attraverso l'arco santo si accede al presbiterio leggermente sopraelevato che riceve luce da piccole monofore. Gli arredi interni sono lignei e nella cantoria che si trova nel transetto a destra si trova il grande organo a canne. Il coro in legno posizionato nel transetto opposto viene dall'oratorio della Madonna degli Angeli di Panzano.